# Masculino genérico
En el marco de la designación de algunos seres sexuados, por «masculino genérico» se entiende la capacidad del género gramatical masculino para designar conjuntamente una pluralidad de varones y mujeres (cualquiera sea su distribución en número) en virtud de su carácter no marcado. El género gramatical femenino, en cambio, es el marcado, puesto que, mediante una moción de género (o marca de género), solo designa de forma exclusiva a las mujeres (si bien la forma de expresar el sexo no es siempre mediante una moción).

## Características
Se utiliza la expresión no marcado para referirse al miembro de una oposición binaria capaz de abarcar a todo el conjunto. Tal es el caso del género gramatical masculino en español. Al utilizar una palabra como niños, es posible, si el contexto lo permite, designar a todos los niños sin distinción de sexo, pudiendo englobar, así, tanto al sexo masculino como al sexo femenino a la vez y de forma indiscriminada (ej. Que los niños vayan con sus padres). 
Sin embargo, es discutida entre gramáticos la naturaleza referencial del género gramatical en aquellas palabras que denotan seres animados. Theóphile Ambadiang, por ejemplo, afirma que es esencialmente el sexo de estas entidades el que determina su referencia (lo que explicaría la oposición gato/gata). Muchos otros estudiosos, como Harrys y Aronoff, opinan de igual forma.
No obstante, gramáticos como Ignacio Roca han propuesto, contra la postura anterior, un análisis alternativo. Obsérvense los contrastes visibles entre las oraciones siguientes:
1) El religioso que no reza, sea cual sea su sexo, no cumple con su tarea
2) !El monje que no reza, sea cual sea su sexo, no cumple con su tarea
Estos ejemplos demostrarían, según el autor, que la referencia no la determina el sexo biológico, sino la semántica de cada palabra (o, como él lo denomina en este caso, el sexo semántico). El ejemplo 2) contiene al inicio un signo de exclamación, que indica que el significado de la oración es absurdo y hasta contradictorio. Y es que la palabra monje, en razón de su significado, solo designa a humanos con la característica [–Hembra] (es decir, lo que no es hembra), por lo que carece de sentido especificarlo con sea cual sea su sexo. En cambio, religioso no posee restricción semántica de [–Hembra], lo que lo habilita a admitir tal especificación.

Agrega el autor:
Formas como marido o monje (y fraile) van, por tanto, marcadas [–HEMBRA] en el lexicón, y mujer o monja [+HEMBRA], mientras que esposo (y cónyuge) o religioso no llevan marca.
Por tanto, aunque formalmente cónyuge o religioso sean palabras de género gramatical masculino, su semántica no especifica sexo alguno y pueden ser utilizadas para referirse a todos los cónyuges y a todos los religiosos sin discernir entre varones y mujeres. Como observó el gramático Salvador Gutiérrez Ordóñez, tal es también el caso de la palabra hombre, que carece de la marca [–Hembra] y significa 'persona, el género humano; un individuo de la especie'. Se opone a Dios o a ángel, pero no a mujer. Por eso diferencia entre un hombre1 (hiperónimo, que designa a la generalidad de la especie humana), y un hombre2, hipónimo de hombre1, que designa solo a los varones. La ASALE, en su Nueva gramática de la lengua española, afirma que el uso de una expresión u otra viene determinado por el contexto. Así, se sabe que en el sintagma los hombres que viven en este edificio se habla únicamente de varones, mas no de la especie humana. Menciona:
Estas diferencias ponen de manifiesto que el uso del masculino como término no marcado en la oposición léxica hombres/mujeres no está determinado únicamente por factores gramaticales, sino especialmente por las condiciones contextuales o temáticas que favorecen la referencia a la especie humana.

## Origen
El origen del masculino como término no marcado en la oposición de género (dicho de otra forma, el masculino como genérico en español) debe buscarse en el antiguo indoeuropeo, alrededor de unos dos milenios antes de Cristo. En una primera etapa de esta lengua, llamada «protoindoeuropeo» (PIE), no existía flexión alguna de género. El idioma, no obstante, se fue complejizando poco a poco. Así, en palabras que denotaban seres animados, comenzó a utilizarse una *-s para los sujetos (más precisamente, para palabras en nominativo y genitivo) y, dependiendo de la situación, *-n/-m/-om para los complementos directos (palabras en acusativo). Este uso pronto se generalizó hasta quedar completamente asentado en el habla común. Las palabras que denotaban seres inanimados, por su parte, se dejaban tal cual (es decir, se dejaba el tema puro sin flexión alguna), salvo algunas excepciones y particularidades. Se considera este el origen de la primera distinción entre géneros gramaticales: los géneros animado/inanimado. Sobre los inanimados, Francisco González Luis afirma:
El hecho de que el inanimado englobe a los seres sin vida, seres inertes, o a objetos, etc., se aduce como motivo para que este grupo de palabras de género inanimado permaneciera en una situación primitiva de índole preflexiva, en que las funciones representadas por el acusativo/nominativo no se diferenciaban en el plano gramatical, ya que por designar seres pensados como inanimados, éstos no tendrían capacidad para funcionar como agentes de un proceso. En este caso, la diferenciación morfológica de género animado/inanimado, realizada con un criterio funcional, es un reflejo de la realidad externa (dividida en seres vivientes y no vivientes) que se impone a la lengua.
Ahora bien, para designar entidades humanas de uno u otro sexo, debían utilizarse expresiones del tipo niño varón o niño mujer (donde niño no tenía connotación alguna de sexo; solo designaba a un determinado ente animado). No fue sino hasta el indoeuropeo III (IE III) que esa forma de especificar el sexo del referente vio su final. Según propuso el filólogo Karl Brugmann, se tomó de la antigua palabra *gwenā (‘mujer’) la *-ā final y se utilizó como marca para todas aquellas palabras que designaran mujeres o animales hembras. De esta forma, ya en latín se consiguieron voces como filia (‘hija’) o, también, avia (‘abuela’) proveniente del antiguo *avos. Había nacido, por tanto, el género lingüístico femenino, incluido dentro del género de las palabras animadas. Las palabras que no poseían tal marca (es decir, las no marcadas) constituyeron el género lingüístico masculino. Así, toda palabra animada que no tuviera la marca de femenino sería sencillamente una palabra masculina. El género femenino, en este sentido, al haber nacido como unidad referida solo a entidades femeninas, tenía un carácter distintivo y excluyente, que lo diferenciaba de géneros como el masculino o el inanimado (luego llamado neutro en latín). Esto fue lo que le brindó al masculino la capacidad de tener una función inclusiva o genérica, ya que no nació como unidad excluyente, sino como consecuencia de la naturaleza marcada del femenino. Así, lo que no designara exclusivamente lo femenino sería representado de forma automática por el masculino. Por eso, en contextos de designación de ambos géneros, era el masculino el que debía ser utilizado dada su naturaleza no marcada (por ejemplo, filii es una palabra latina y masculina que significa ‘niños’, designando indistintamente niños varones y niñas). Teniendo esto en cuenta, en su Gramática del indoeuropeo moderno Carlos Quiles y Fernando López-Menchero afirman:
... el femenino es el término positivo en la oposición entre animados, porque cuando se usa, el espectro de los animados se reduce al femenino; mientras que el masculino todavía sirve como término negativo (es decir, no diferenciado) para ambos animados —masculino y femenino— cuando se usa en este sentido; es decir, cuando no se diferencia el género.

## Controversia
Algunas personas critican el uso del masculino como genérico, por creer que su uso contribuye a perpetuar las discriminaciones por género, y proponen el uso de alternativas, como expresar el conjunto con ambos géneros (los ciudadanos y las ciudadanas) o por medio de desinencias. Otras personas entienden el género en las palabras como algo más abstracto, y consideran que hacer omnipresentes las distinciones no contribuye a la igualdad, además de ir en contra de la economía de lenguaje. Por su parte, y aunque el uso del circunloquio es casi habitual en medios políticos o periodísticos, la RAE no recomienda su uso cuando el contexto es suficientemente explícito para abarcar a los individuos de uno y otro sexo.